# Леопольд фон Бух
Леопольд фон Бух (нім. Christian Leopold Freiherr von Buch; 26 квітня 1774 або 25 квітня 1774 — 4 березня 1853) — німецький геолог.
Член Прусської академії наук (1806), іноземний член Лондонського королівського товариства (1828), Паризької академії наук (1840; кореспондент з 1815), іноземний почесний член Імператорської Санкт-Петербурзької академії наук (1832).

## Біографія
Леопольд фон Бух народився 26 квітня 1774 або 25 квітня 1774 року в Брандернбурзі. Бух був родом зі старого дворянського роду з Укермарка. Він навчався разом з Александром фон Гумбольдтом в гірничій академії Фрайберга у Авраама Готлоба Вернера, засновника геології в Німеччині. Як учень Вернера він був спочатку прихильником нептунізму, пізніше, однак, поміняв своє уявлення і став плутоністом. Бух об'їхав далекі частини Європи і вважається одним з перших польових геологів.
Спочатку він вивчав феномен вулканізму, пізніше він звернувся до дослідження скам'янілостей. Він ввів поняття керівні копалини і вважається одним із засновників стратиграфії. Його опубліковане в 1839 році наукове визначення системи гірських порід юрського періоду вважається однією з його найзначніших заслуг. У 1826 році він опублікував першу повну геологічну карту Німеччини. Його геологічний опис долини «Caldera de Taburiente» на острові Ла-Пальма архіпелагу Канарських островах ввело поняття кальдера як провалилася вершина вулкана в геології.

## Геодинамічна теорія утворення гір
Вивчення Канарських островів привело Буха до пропозиції гіпотези утворення гірського рельєфу Землі. Кальдери вулканів дослідник вважав елементом рельєфу, який утворився «в результаті підняття» локальних ділянок земної поверхні під дією ендогенних процесів. Часто зустрічається в вулканічних районах рельєф, коли у великій кальдері знаходиться кратер вулкана, Бух обгрунтовував наступним чином: кальдера - це «кратер або долина підняття», вулканічний конус всередині кальдери - це «конус виверження». Таким чином, дослідник не відносив кальдери по генезу до елементу рельєфу, створеного спочатку вулканічними процесами і отримали потім зовнішній вигляд в результаті обвалення вулканічного конуса.
Гіпотеза Буха отримала у сучасників широку популярність; геологи і географи розділилися на прихильників і противників поглядів авторитетного німецького геолога на проблему процесів вулканізму і горотворення.
Александер фон Гумбольдт співчутливо поставився до нової теорії, а швейцарський геолог Бернгард Штудер став енергійно пропагувати погляди Буха в Європі.
У російських наукових колах прихильником цієї «гіпотези горотворення» був геолог і географ Григорій Щуровський. Військовий геодезист і географ Юзеф Ходзько на основі «теорії Буха» запропонував у 1864 власну гіпотезу утворення гір Кавказу.
У науковому світі розгорнулася широка дискусія. Опоненти Буха дуже скоро вказали на його помилку в питанні походження кальдер, вказавши на те, що шарувата геологічна будова явно вказує на їх вулканічне, а не «динамічне» походження. Однак, досить довгий час-аж до 80-х років 19 століття-частина наукової спільноти продовжувала розділяти погляди Буха.
Одним з чудових наслідків цієї помилкової теорії було те, що поряд з іншими нечисленними дослідниками Леопольд Бух сміливо вказав на ймовірність походження рельєфу в результаті динамічних горотворних процесів, що дуже пожвавило теоретичні дискусії і стимулювало польові геологічні та геоморфологічні дослідження в цьому напрямку.

## Портрет в очах сучасника
Александер фон Гумбольдт приїхав до Зальцбурга, де зустрів Леопольда, його колишнього університетського товариша. «Зустріч з ним була невимовною радістю — писав Гумбольдт Фрайеслеблану — це дивовижна, неповторна, геніальна людина, якій вдається робити масу тонких наукових спостережень. Своїми звичками він, правда, справляє враження дивака, звалився з місяця... я намагався виводити його на люди, але нічого путнього з цього не виходило. Прийшовши в гості, він зазвичай начіпляв на ніс окуляри, забивався в дальній кут і починав пильно вивчати тріщини на глазурованих плитках печі — це його улюблене заняття, або ж, крадучи уздовж стін, як їжак, приймався уважно розглядати підвіконня і карнизи. Людина вона неймовірно цікава і приємна — справжнє джерело знань, з яких я теж сподіваюся отримати чимало користі».

## Нагороди

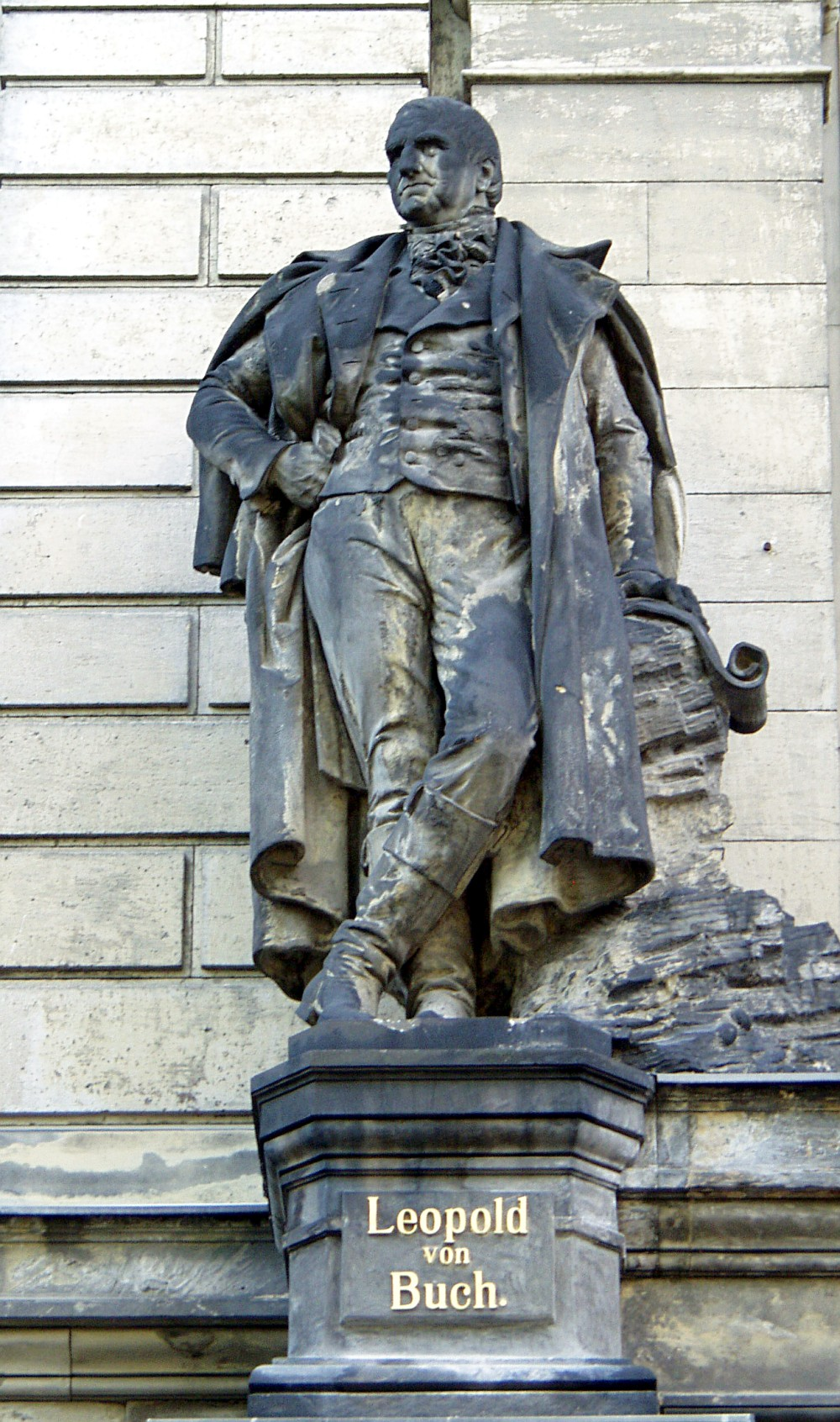
Статуя Леопольда фон Буха, скульптор: Ріхард Оман

31 травня 1842 фон Буху та іншим був вперше вручений орден «Pour le Mérite за науку і мистецтво».
У тому ж році удостоєний Медалі Волластона — вищої нагороди Геологічного товариства Лондона.

## Пам'ять
На честь Леопольда фон Буха були названі:
- Бух (місячний кратер)
- Вулиці в різних містах
- Види рослин, наприклад, (Lavandula buchii) з Канарських островів.

Російський геолог і географ XIX століття Григорій Щуровський в 1862 присвятив німецькому колезі і сучаснику ґрунтовну статтю «Леопольд фон Бух».